# Kościół św. Wawrzyńca w Wołowie
Kościół św. Wawrzyńca w Wołowie – kościół parafialny w archidiecezji wrocławskiej. Należy do parafii św. Wawrzyńca.

## Historia

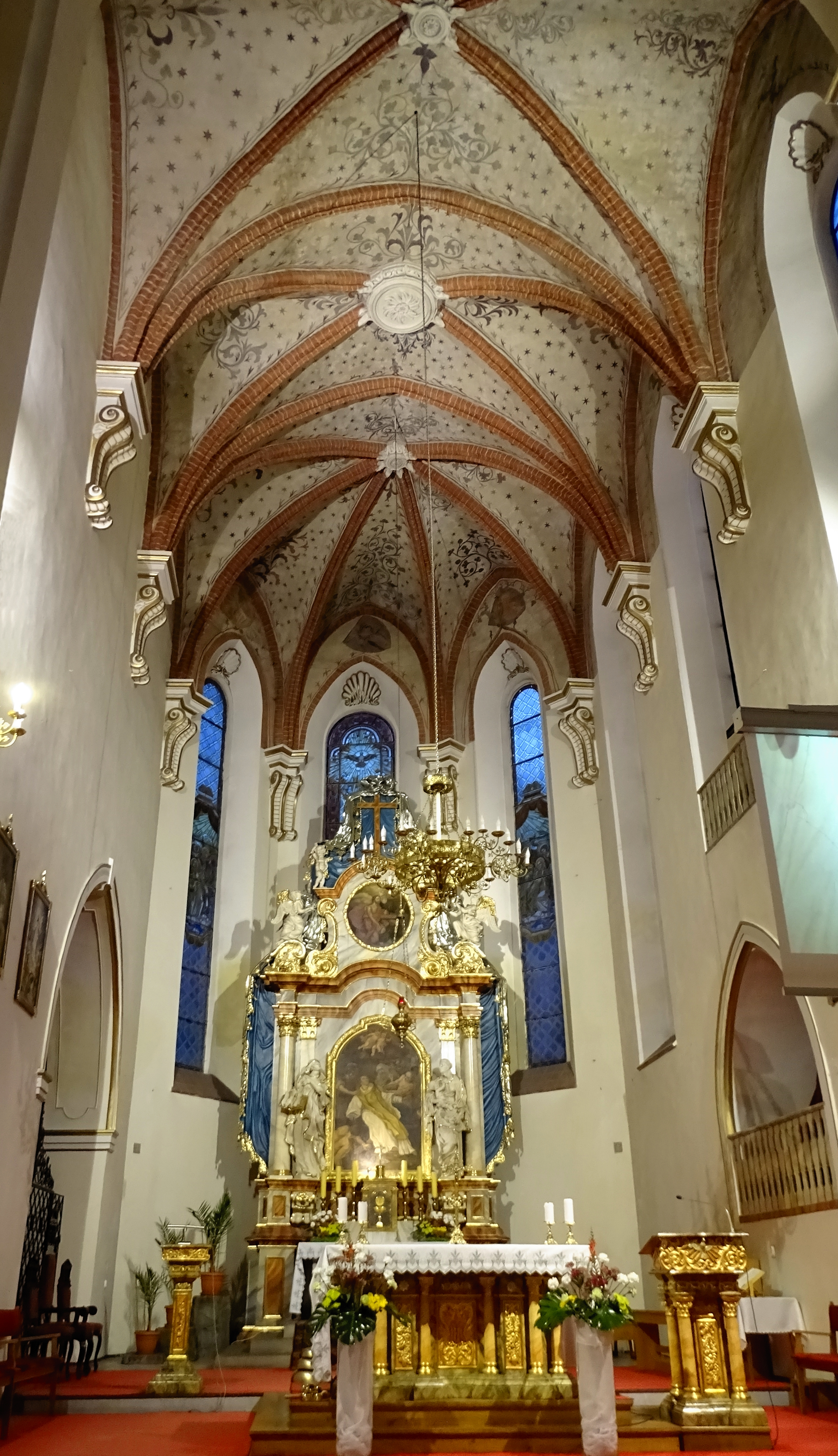
Prezbiterium z ołtarzem głównym kościoła św. Wawrzyńca

Pierwotnie kościół drewniany. Budowę kościoła murowanego z cegły rozpoczęto w 1391 z fundacji księcia Henryka III głogowskiego, nakryto sklepieniami w latach 1406–1408. Odbudowywany po pożarach w 1465 i 1689, został poddany restauracji w 1711. Przebudowany w latach 1471–1483 uzyskuje charakter późnogotycki.
Od ok. połowy XVI wieku stał się głównym kościołem luterańskim miasta (tylko w latach 1682–1701 był na krótko zwrócony katolikom). Kościół rozbudowano w 1908 – dobudowano kruchtę od strony zachodniej. Kościół ma czteroprzęsłową prostokątną nawę i wydłużone prezbiterium, zakończone poligonalnie. Kościół jest w całości oskarpowany. Wnętrze trzynawowe, halowe, nakryte jest sklepieniem klasztornym z początków XVIII w., wspartym na kwadratowych filarach, z wyjątkiem prezbiterium nakrytego sklepieniem krzyżowo-żebrowym. Na murach kościoła znajdują się liczne renesansowe i barokowe epitafia mieszczan wołowskich z okresu od XVI do XVIII w.
Od północy między nawą a prezbiterium znajduje się kwadratowa wieża, a obok niej zakrystia. W kościele znajdują się organy Adama Horato Caspariniego z 1715–1717 (częściowo oryginalne) – zachował się bogato zdobiony prospekt, wiele oryginalnych piszczałek oraz elementów wewnątrz organów. Po 1945 kościół został opuszczony i niszczał aż do 1973, kiedy przejęty został przez Kościół katolicki, poświęcony 9 sierpnia 1981 roku, był kościołem pomocniczym aż do 1998, kiedy powstała przy nim druga w mieście parafia rzymskokatolicka. Od 2001 w kościele organizowany jest Międzynarodowy Festiwal Muzyki Organowej Cantus Organi.
Jak wskazują źródła historyczne, we wrześniu 1504 w świątyni tej został pochowany książę Jan II Szalony.

## Dzwony
Na środkowej kondygnacji wieży wiszą cztery dzwony, odlane w okresie międzywojennym ze staliwa.
|   | Waga        | Ton  | Średnica | Rok odlania | Odlewnia                                        |
| - | ----------- | ---- | -------- | ----------- | ----------------------------------------------- |
| 4 | ok. 500 kg  | h'   | 108 cm   | 1924        | Linke-Hoffmann-Lauchhammer-Gesselschaft, Torgau |
| 3 | ok. 850 kg  | gis' | 128 cm   | 1924        | Linke-Hoffmann-Lauchhammer-Gesselschaft, Torgau |
| 2 | ok. 1400 kg | f'   | 151 cm   | 1924        | Linke-Hoffmann-Lauchhammer-Gesselschaft, Torgau |
| 1 | ok. 2300 kg | d'   | 168 cm   | 1924        | Linke-Hoffmann-Lauchhammer-Gesselschaft, Torgau |